# Tom Clancy's Rainbow Six
 (mars 2020).
Si vous disposez d'ouvrages ou d'articles de référence ou si vous connaissez des sites web de qualité traitant du thème abordé ici, merci de compléter l'article en donnant les références utiles à sa vérifiabilité et en les liant à la section « Notes et références ».
Tom Clancy's Rainbow Six (souvent abrégé en Rainbow Six) est une série de jeux vidéo d'Ubisoft inspirés de l'univers du romancier américain Tom Clancy.

## Jeux
| Titre                                     | Année  | Plates-formes                                                     |
| ----------------------------------------- | ------ | ----------------------------------------------------------------- |
| Tom Clancy's Rainbow Six                  | 1998   | Dreamcast, Windows, Mac, Game Boy Color, Nintendo 64, PlayStation |
| Tom Clancy's Rainbow Six: Rogue Spear     | 1999   | Dreamcast, Windows, Mac, Game Boy Advance, PlayStation            |
| Tom Clancy's Rainbow Six: Lonewolf        | 2002   | PlayStation                                                       |
| Tom Clancy's Rainbow Six 3: Raven Shield  | 2003   | Windows, Mac, Xbox, PlayStation 2, GameCube                       |
| Tom Clancy's Rainbow Six: Lockdown        | 2005   | Windows, Xbox, PlayStation 2, GameCube                            |
| Tom Clancy's Rainbow Six: Critical Hour   | 2006   | Xbox                                                              |
| Tom Clancy's Rainbow Six: Vegas           | 2006   | Windows, Xbox 360, PlayStation 3, PlayStation Portable            |
| Tom Clancy's Rainbow Six: Vegas 2         | 2008   | Xbox 360 PlayStation 3, PC                                        |
| Tom Clancy's Rainbow Six: Shadow Vanguard | 2011   | Android, iOS, Xperia Play                                         |
| Tom Clancy's Rainbow Six: Patriots        | Annulé | Xbox One, PlayStation 4, PC                                       |
| Tom Clancy's Rainbow Six: Siege           | 2015   | Xbox One, PlayStation 4, PC                                       |
| Tom Clancy's Rainbow Six: Extraction      | 2022   | Xbox One, PlayStation 4, Xbox Series, PlayStation 5, PC           |
| Tom Clancy's Rainbow Six: Mobile          | 2025   | iOS, Android                                                      |